# Carsten Juhl
Carsten Juhl (født 26. februar 1946 i København) er en dansk kunstteoretiker, kulturhistoriker og romanist. Han gik på Gladsaxe Gymnasium. Forfattede den tredelte skriftrække Den æstetiske fordring I-III. Tredje del tager udgangspunkt i den franske filosof Jean-François Lyotard og moderne installationskunst. Det er et forsøg på at hægte etik, ret og globale konflikter sammen igennem moderne kunst.
Juhl er tidligere lektor og leder af Afdeling for Teori og Formidling ved Det Kongelige Danske Kunstakademi fra 1996-2016. Hans publikationer har de seneste år blandt andet drejet sig om strukturen i filosoffen Giorgio Agambens værk Homo sacer og tidlig japansk modernitet. Han er medudgiver af Hæfter for Gæstfrihed (2000 ff.) og har desuden oversat tekster af Agamben, Baudrillard, Boccioni, Bordiga, Carchia, Kant, Lyotard, Marinetti, Montale, Perniola, Serres og Paolo Campione.